# Квятек Казимир Францович
Казимир Францевич Квятек (Ян Карлович Вітковський) (листопад 1888, Варшава — розстріляний 25 серпня 1938, Москва) — радянський військовий та політичний діяч, заступник командувача військ Харківського військового округу, комдив. Член Центральної Контрольної Комісії КП(б)У в червні 1930 — січні 1934 р. Член ЦК КП(б)У в січні 1934 — січні 1938 р. Член ВУЦВК.

## Біографія
Народився у листопаді 1888 року в родині залізничного робітника. Навчався у Варшавському міському училищі. Рано прилучився до революційної діяльності. У 1904—1908 роках — член Польської партії соціалістичної (ППС).
За замах в 1905 році на варшавського губернатора був заарештований і відданий під військово-польовий суд. Зважаючи на неповноліття, смертний вирок був замінений на двадцять років каторги, яку відбував в Східному Сибіру. Перші чотири роки був закутий в ручні і ножні кайдани. Після зняття ручних ножні кайдани носив ще шість років. Працював на копальнях, шахтах, на будівництві залізниці. Після Лютневої революції 1917 року вийшов на свободу.
Член РСДРП(б) з липня 1917 року.
З серпня 1917 року — червоногвардієць Семеновського загону Чернігівської губернії. У цьому загоні під керівництвом Миколи Щорса воював із німецькими військами. У квітні 1918 року перейшов на територію Радянської Росії та був інтернований в Унечі. З лютого 1918 року — курсант 1-х Московських інструкторських курсів. Брав участь в придушенні заколоту лівих есерів в Москві у 1918 році. Після закінчення курсів повернувся в Україну, де включився в партизанську боротьбу. Разом з Щорсом формував 1-й Богунський полк (згодом 388-й стрілецький полк 44-ї стрілецької дивізії), у якому послідовно виконував обов'язки командира взводу, роти, батальйону і помічника командира полку. Після призначення Щорса начальником 1-ї Української стрілецької дивізії прийняв від нього і очолив Богунський полк. З лютого 1920 року — командир 130-ї Богунської бригади.
Після Громадянської війни в Росії на відповідальних командних посадах у військах Українського, Київського і Харківського військових округів. До липня 1922 року командував 130-ю Богунською бригадою. У 1922—1926 роках — помічник командира 44-ї і командир 99-ї стрілецьких дивізій. З вересня 1926 року — командир і військовий комісар 44-ї Київської стрілецької дивізії. У 1926 і 1929 роках закінчив Курси удосконалення вищого начальницького складу при Військовій академії імені Фрунзе. З грудня 1928 року — командир і військовий комісар 7-ї Владимирської стрілецької дивізії. Потім знову (до лютого 1931 року) командував 44-ю Київською стрілецькою дивізією Українського військового округу.
З лютого 1931 року — командир і військовий комісар 17-го стрілецького корпусу, а з травня 1935 року — командир і військовий комісар 14-го стрілецького корпусу.
У серпні 1936 — грудні 1937 року — заступник командувача військ Харківського військового округу. У грудні 1937 року зарахований до розпорядження Управління з командно-начальницького складу РСЧА.
17 грудня 1937 року заарештований у справі Польської військової організації. 25 серпня 1938 року розстріляний. Похований у Москві. Реабілітований 8 вересня 1956 р.

## Звання
- комдив (20.11.1935)

## Нагороди
- орден Червоного Прапора (1920)